# Siergiej Ryżykow
Siergiej Wiktorowicz Ryżykow (ros. Сергей Викторович Рыжиков, ur. 19 września 1980 w Szebekinie) – rosyjski piłkarz grający na pozycji bramkarza.

## Kariera klubowa
Ryżykow pochodzi z obwodu biełgorodzkiego, a karierę piłkarską rozpoczął w jego stolicy Biełogrodzie, w tamtejszym klubie Salut-Energia Biełgorod. W 1999 roku zadebiutował w rosyjskiej Drugiej Dywizji i w drużynie tej grał do 2001 roku. W 2002 roku został piłkarzem Saturna Ramienskoje, jednak nie zdołał wywalczyć miejsca w podstawowym składzie i przez trzy lata był rezerwowym dla Walerija Cziżowa, Ołeksandra Pomazuna i Antonína Kinskiego. W barwach Saturna swój debiut zaliczył w 2004 roku i rozegrał dla niego tylko 3 spotkania.
W 2005 roku Ryżykow odszedł do grającego w Pierwszej Dywizji Anży Machaczkała. Był tam pierwszym bramkarzem, jednak nie wywalczył awansu do Premier Ligi. W 2006 roku przeszedł do Lokomotiwu Moskwa, w którym miał pełnić rolę dublera dla Uzbeka Aleksieja Poljakowa. W Lokomotiwie swój pierwszy mecz rozegrał 18 listopada przeciwko Amkarowi Perm (3:1), a przez półtora roku zaliczył dla Lokomotiwu łącznie dwa spotkania. W 2007 roku Siergiej został wypożyczony do drużyny Tom Tomsk (debiut: 23 września 2007 w zremisowanym 1:1 meczu z Krylją Sowietow Samara) i wystąpił w nim pięciokrotnie.
W 2008 roku Ryżykow został sprzedany do Rubinu Kazań. W jego barwach zadebiutował 16 marca w spotkaniu z Lokomotiwem, wygranym na wyjeździe przez Rubin 1:0. W swoim pierwszym sezonie w Rubinie przyczynił się do wywalczenia pierwszego w historii klubu tytułu mistrza Rosji. W sezonie 2009 ponownie wywalczył tytuł mistrzowski. Z kolei w sezonie 2011/2012 zdobył Puchar Rosji. W Rubinie grał do końca sezonu 2017/2018.
Latem 2018 Ryżykow przeszedł do Krylji Sowietow Samara. Zadebiutował 1 września 2018 w wygranym 1:0 domowym meczu z Anży Machaczkała. Spędził w nim dwa lata.
W 2020 Ryżykow został zawodnikiem FK Tambow, w którym swój debiut zaliczył 8 sierpnia 2020 w przegranym 0:1 domowym spotkaniu z FK Rostów. W 2021 roku zakończył w nim swoją karierę.
| Sezon   | Klub                    | Kraj  | Rozgrywki        | Mecze | Bramki |
| ------- | ----------------------- | ----- | ---------------- | ----- | ------ |
| 1999    | Salut-JuKOS Biełgorod   | Rosja | Wtoroj diwizion  | 19    | 0      |
| 2000    | Salut-Energia Biełgorod | Rosja | Wtoroj diwizion  | ?     | 0      |
| 2001    | Salut-Energia Biełgorod | Rosja | Wtoroj diwizion  | ?     | 0      |
| 2002    | Saturn Ramienskoje      | Rosja | Priemjer-Liga    | 0     | 0      |
| 2003    | Saturn Ramienskoje      | Rosja | Priemjer-Liga    | 0     | 0      |
| 2004    | Saturn Ramienskoje      | Rosja | Priemjer-Liga    | 3     | 0      |
| 2005    | Anży Machaczkała        | Rosja | Pierwyj diwizion | 39    | 0      |
| 2006    | Lokomotiw Moskwa        | Rosja | Priemjer-Liga    | 2     | 0      |
| 2007    | Lokomotiw Moskwa        | Rosja | Priemjer-Liga    | 0     | 0      |
| 2007    | Tom Tomsk               | Rosja | Priemjer-Liga    | 5     | 0      |
| 2008    | Rubin Kazań             | Rosja | Priemjer-Liga    | 26    | 0      |
| 2009    | Rubin Kazań             | Rosja | Priemjer-Liga    | 29    | 0      |
| 2010    | Rubin Kazań             | Rosja | Priemjer-Liga    | 28    | 0      |
| 2011/12 | Rubin Kazań             | Rosja | Priemjer-Liga    | 41    | 0      |
| 2012/13 | Rubin Kazań             | Rosja | Priemjer-Liga    | 29    | 0      |
| 2013/14 | Rubin Kazań             | Rosja | Priemjer-Liga    | 29    | 0      |
| 2014/15 | Rubin Kazań             | Rosja | Priemjer-Liga    | 27    | 0      |
| 2015/16 | Rubin Kazań             | Rosja | Priemjer-Liga    | 30    | 0      |
| 2016/17 | Rubin Kazań             | Rosja | Priemjer-Liga    | 29    | 0      |
| 2017/18 | Rubin Kazań             | Rosja | Priemjer-Liga    | 13    | 0      |
| 2018/19 | Krylja Sowietow Samara  | Rosja | Priemjer-Liga    | 23    | 0      |
| 2019/20 | Krylja Sowietow Samara  | Rosja | Priemjer-Liga    | 19    | 0      |
| 2020/21 | FK Tambow               | Rosja | Priemjer-Liga    | 20    | 0      |

## Kariera reprezentacyjna
Swoje pierwsze powołanie do reprezentacji Rosji Ryżykow otrzymał na mecz eliminacji do Mistrzostw Świata w RPA z Walią, rozegrany 10 września 2008 i wygrany przez „Sborną” 2:1.